# ROCS Cheng Ho
Le ROCS Cheng Ho (en chinois traditionnel : 鄭和 ; pinyin : Zhèng Hé) est une frégate de classe Cheng Kung de la Marine de la république de Chine.

## Caractéristiques
Le Cheng Ho est de classe Cheng Kung (virtuellement identique à la classe Oliver Hazard Perry de l'US Navy), soit un navire chargé des missions de reconnaissance et d'entraînement au combat.

## Construction
Le Cheng Ho est le deuxième exemplaire de la commande initiale de huit frégates de classe Cheng Kung, formalisée le 8 mai 1989.
Il a été réalisé dans un des chantiers navals de la société CSBC Corporation à partir du 21 décembre 1990, pour un lancement le 15 octobre 1992 et une mise en service le 28 mars 1994,.
Les sept premières frégates portent toutes le nom de généraux et guerriers chinois ; le Cheng Ho doit son nom à Zheng He, explorateur du XVe siècle.

## Utilisation
Il est stationné à la base navale de Zuoying.